# لو دونالدسون
لو دونالدسون (بالإنجليزية: Lou Donaldson)‏ هو عازف جاز وملحن أمريكي، ولد في 1 نوفمبر 1926 في بادن في الولايات المتحدة.

## وصلات خارجية
- الموقع الرسمي
- لو دونالدسون على موقع IMDb (الإنجليزية)
- لو دونالدسون على موقع ميوزك برينز (الإنجليزية)
- لو دونالدسون على موقع أول ميوزيك (الإنجليزية)
- لو دونالدسون على موقع ديسكوغز (الإنجليزية)
- لو دونالدسون على موقع قاعدة بيانات الفيلم (الإنجليزية)